# Коробейникова, Ксения Александровна
Ксе́ния Алекса́ндровна Коробе́йникова (род. 2 июля 1994, Сочи) — искусствовед и главный редактор журнала «Третьяковская галерея». Самый молодой член-корреспондент Российской академии художеств (РАХ).

## Биография
Родилась 2 июля 1994 года в городе Сочи в семье работников книгоиздания и историков. Окончила факультет журналистики Московского педагогического государственного университета (2016) и отделение истории и теории искусства исторического факультета МГУ им. М.В. Ломоносова (2019). Основные искусствоведческие специализации — детская иллюстрация московских концептуалистов и эвакуация музейных ценностей во время ВОВ в Новосибирск.
Обучаясь на первом курсе ПМГУ, в качестве внештатного автора начала сотрудничество с РБК. С 2014 года стала арт-обозревателем отдела культуры газеты «Московский комсомолец». С тех пор сотрудничает с федеральными СМИ и является постоянным экспертом радио Business FM и «Коммерсантъ».
С 2018 по 2021 год была старшим PR-специалистом Музея современного искусства «Гараж». В 2021 году основала коммуникационное агентство «Схема» для продвижения музейных и арт-проектов, среди которых сотрудничество с Государственным Эрмитажем, Третьяковской галереей и Музеем архитектуры им. А. В. Щусева. Читала курс по музейному продвижению и арт-пиару как приглашённый преподаватель в НИУ ВШЭ.
С 2021 года ведет Telegram-канал «ку-ку» («Курьер культуры»), главными сюжетами которого стали передача РПЦ иконы Андрея Рублева «Святая Троица» из Третьяковской галереи, защита от сноса памятников московского модернизма и освещение процесса коллекционера Дмитрия Рыболовлева против Sotheby’s.
В 2023 году создала «ку-ку клуб» для поддержки сотрудников музеев с помощью образовательных, экскурсионных и межинституциональных программ. Основала детское медиа — телеграм-канал «ку-ку киндер» для просвещения детей и подростков и приобщения их к искусству и музеям.
В 2024 году стала экспертом музейной премии им. Д. С. Лихачева и выступила куратором выставки «Как улучшить ваш музей?» в Третьяковской галерее в рамках фестиваля «Интермузей».
В 2025 году стала самым молодым членом-корреспондентом Российской Академии художеств и главным редактором журнала «Третьяковская галерея».

## Частная жизнь
Ксения Коробейникова собирает детскую иллюстрацию московских концептуалистов. В её коллекции более 150 работ, классиков — Эрик Булатов, Олег Васильев, Илья Кабаков, Виктор Пивоваров — и молодых российских современных художников. Не замужем (в разводе).

## Награды
- 2015 — памятная медаль «Года литературы» за особый вклад в книжное дело от главы оргкомитета по проведению Года литературы С. Е. Нарышкина[2].